# Pol-e Dokhtar
Pol-e Dokhtar (farsi پل‌دختر) è il capoluogo della shahrestān di Poldokhtar, circoscrizione Centrale, nella provincia del Lorestan. Aveva, nel 2006, una popolazione di 22.588 abitanti.
A nord della città si trovano i resti dell'enorme antico ponte sasanide (270 m di lunghezza per 30 di altezza), che assieme ad altri della provincia è stato iscritto nella lista provvisoria del Patrimonio dell'Umanità dell'UNESCO.
Pol-e Dokhtar significa "il ponte della figlia". La città è bagnata dal fiume Qizil-Uzun, affluente del Karkheh.